# Wełykosilla (obwód lwowski)
Wełykosilla (ukr. Великосілля; do 1949 Nanczułka Wielka) – wieś na Ukrainie, w obwodzie lwowskim, w rejonie samborskim (wcześniej w rejonie starosamborskim), nad Linynką. W 2001 roku liczyła 331 mieszkańców. Wieś jest siedzibą rady wiejskiej, pod którą podlega też wieś Sosniwka.
Pierwsza wzmianka pochodzi z 1539 roku.
Przed II wojną światową należała do powiatu starosamborskiego.

## Ważniejsze obiekty
- Cerkiew Zmartwychwstania Chrystusa w Wełykosilli